# Sigurd Savonius

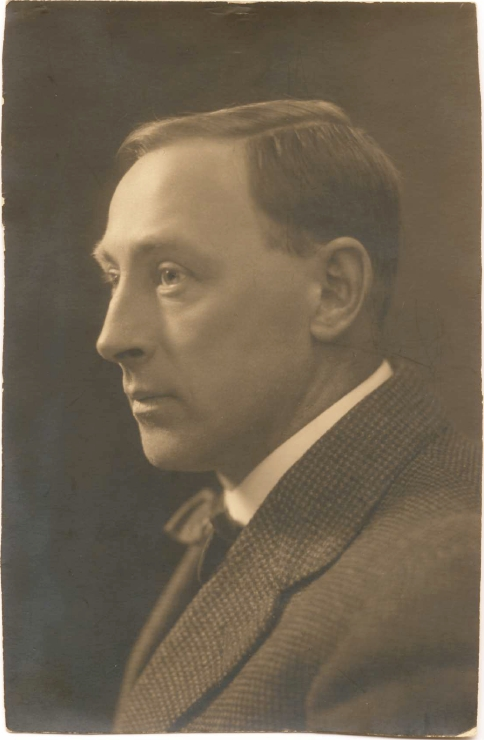
Sigurd Savonius

Sigurd Johannes Savonius (* 2. November 1884 in Hämeenlinna, Finnland; † 31. Mai 1931) war ein finnischer Architekt und Erfinder. Er ist insbesondere für den nach ihm benannten Savonius-Rotor bekannt, den er im Jahre 1924 erfand.

## Leben und Werk
Sigurd Savonius war neben Maximilian Lars Helge und Odert Albin einer von drei Söhnen des Paares Anna Elisabeth Rydman (1859–1921) und Albin Laurentius Johannes Savonius (1856–1906).
Als junger Mann experimentierte er mit Sprengstoff. Bei dem Versuch, roten Phosphor mit Messer und Gabel zu vermischen, erblindete er auf dem rechten Auge und verlor zwei Finger.
Savonius absolvierte sein Abitur in Helsinki im Jahr 1901. Entgegen seinen ursprünglichen Plänen, Ingenieur zu werden, schlug er die Architekturlaufbahn ein und machte 1906 seinen Abschluss als Diplomarchitekt an der Polytechnischen Hochschule in Helsinki. Dennoch bezeichnete er sich zumeist als Ingenieur und beschäftigte sich intensiv mit technischen Konstruktionen. Im gleichen Jahr starb sein Vater.
Seine spätere Frau, die Engländerin Mary Appleyard (* 1884), lernte er über seine Brüder kennen. Diese nahmen bei ihr Englischunterricht.
Zusammen mit seiner Frau hatte er vier Töchter, Moira Angela Hjördis (* 1914), Ann-Mari, Mary Henrietta und Gustava Elisabeth neben drei Söhnen Klas Albin, Mark Adrian Briggs und Johannes Anthony (* 6. Dezember 1916). Anthony starb an einer Verletzung aus dem Winterkrieg am 8. März 1940 im Krankenhaus.
Das Haus der Familie befand sich in Inkoo Bränseludden. Savonius hatte es selbst entworfen.

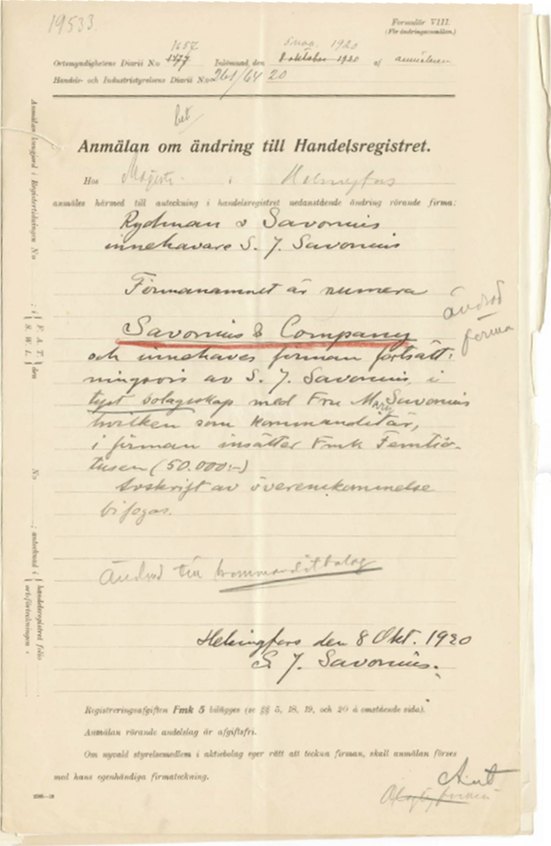
Gründungsurkunde für „Savonius & Company“ von 1920

Am 8. Oktober 1920 gründete Sigurd „Savonius & Company“ und seine Frau wurde Teilhaberin der Firma.
Sieben Jahre nach seinem Abschluss mündeten seine Erfindungen in ein Patent für eine Schneeschmelzeinrichtung zur Gewinnung von Trinkwasser aus Schnee. 1921 stellte er von dieser eine optimierte Variante vor. Im gleichen Jahr erfand er ein Kochgerät für Felskamine. Außerdem starb in diesem Jahr seine Mutter.
In den frühen 1920er Jahren konzentrierte sich Savonius besonders auf die Kontrolle von Luftströmungen und die Nutzung der Windenergie. 1923 weckte ein von dem Deutschen Anton Flettner erbautes Rotorschiff seine Aufmerksamkeit. Das Schiff wurde durch zwei hohe wie Masten senkrecht stehende, motorengetriebene und schneller als die Windgeschwindigkeit rotierende, geschlossene Zylinder und den dadurch entstehenden Magnus-Effekt angetrieben. Savonius spekulierte, ob das Schiff auch mit reiner Windkraft durch eine mit ähnlichem Effekt arbeitende Rotoranlage ohne motorenbetriebene Rotationshilfe angetrieben werden könne.
In den Räumen seines Unternehmens Savonius & Company in Helsinki Lönnrotinkatu 20 traf er sich mit Flettner. Beide experimentierten dort gemeinsam.
Anfang 1924 entwickelte er schließlich einen Rotor, in dem der Zylinder für die Strömung offen war. Zwei gegeneinander versetzte Schaufeln bewirkten nun eine Eigenrotation mit sehr hohem auch zur Energiegewinnung direkt nutzbarem Drehmoment. Ob es ihm tatsächlich möglich war, ein Schiff in erster Linie durch den Magnus-Effekt zu segeln, wie ursprünglich beabsichtigt, ist nicht belegt. In einer finnischen Kurzbiographie wird allerdings angedeutet, dass eine entsprechende Anwendung gut denkbar werden könne, sollte es technisch umgesetzt werden, die Drehrichtung des Rotors im Betrieb verändern zu können. Dies deutet auf mögliche erfolgreiche Ergebnisse seiner Untersuchungen des Rotors auf Eignung als Schiffsantrieb hin. Drachen in Savoniusform machen sich das Funktionsprinzip aber zu Nutzen und zeigen, dass der Magnus-Effekt bei diesem Rotor grundsätzlich vorhanden ist.
Diese Erfindung zur Nutzung der Windenergie wurde 1926 in Finnland und in der Folge in vielen anderen Ländern patentiert. Im deutschen Patentierungsverfahren gab die Behörde der noch namenlosen Erfindung die Bezeichnung Savonius-Rotor, unter welcher sie bis heute bekannt ist. Im gleichen Jahr veröffentlichte er sein Buch "The wing-rotor in theory and practice."
Neben dem nach ihm benannten Rotor reichte Savonius auch Patente für ein autonom drehzahlregulierendes Windrad und weitere Erfindungen ein.
1931 erfand Savonius ein Ventilationssystem auf Basis seines Rotors. Sein Interesse für Windströmungen wurde ihm schließlich im selben Jahr zum Verhängnis. Er verkühlte sich in dem Windkanal, den er in den Räumen seines Unternehmens errichtet hatte. Der hieraus resultierenden Lungenentzündung erlag er noch im selben Jahr im Alter von 46 Jahren am letzten Tag des Mai. Sein Bruder Odert übernahm daraufhin die Firma und erweiterte deren Angebot. Das Patent des Ventilationssystems wurde von Anton Flettners Firma Flettner Ventilator Limited aufgekauft, die dieses heute noch als Flettner-Lüfter vertreibt.

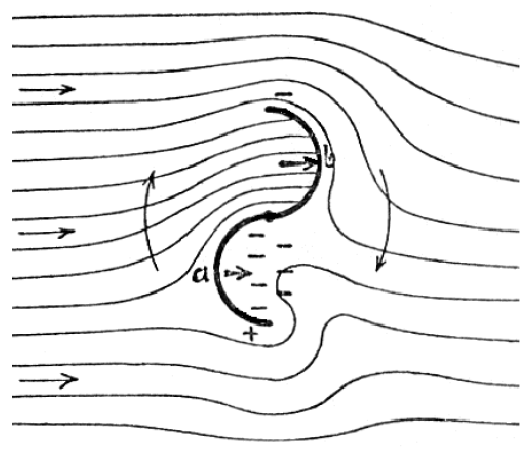
Originalzeichnung von Savonius zum Strömungsfeld
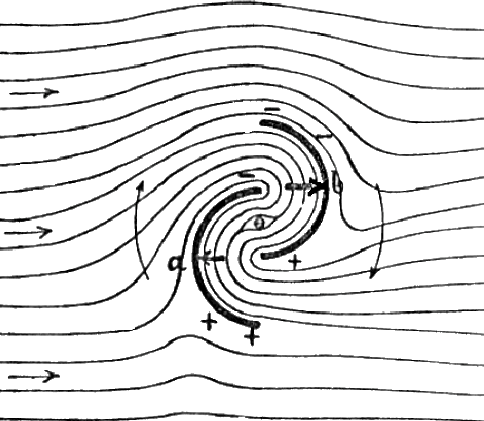
Originalzeichnung von Savonius zum Strömungsfeld
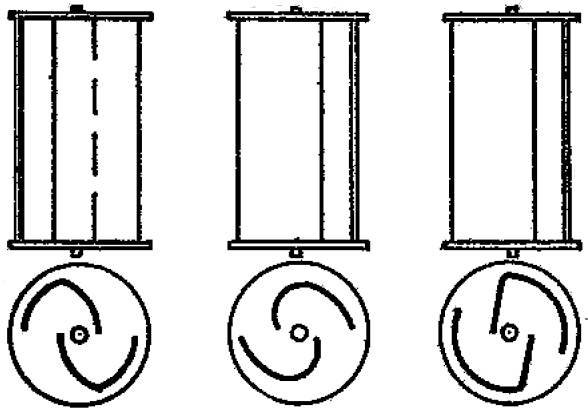
Originalzeichnung von Savonius zu Profilformen, mit denen er experimentierte
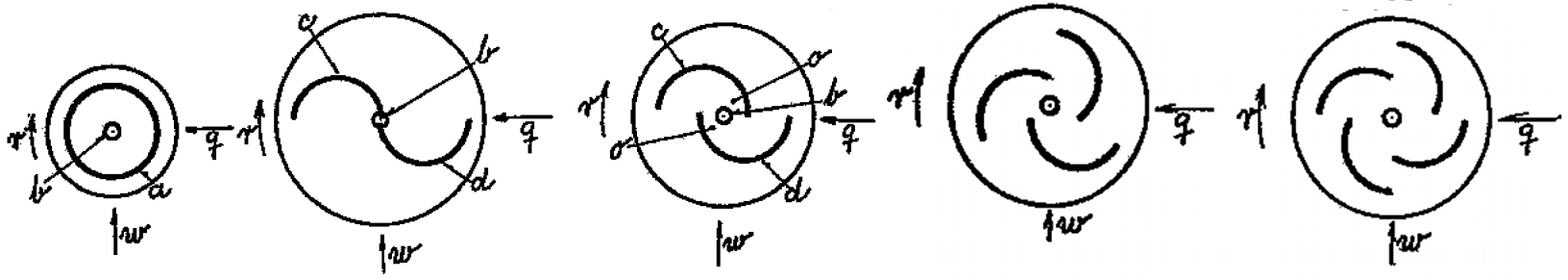
Originalzeichnung von Savonius zu Rotorvarianten, mit denen er experimentierte

## Von Savonius eingereichte Patente

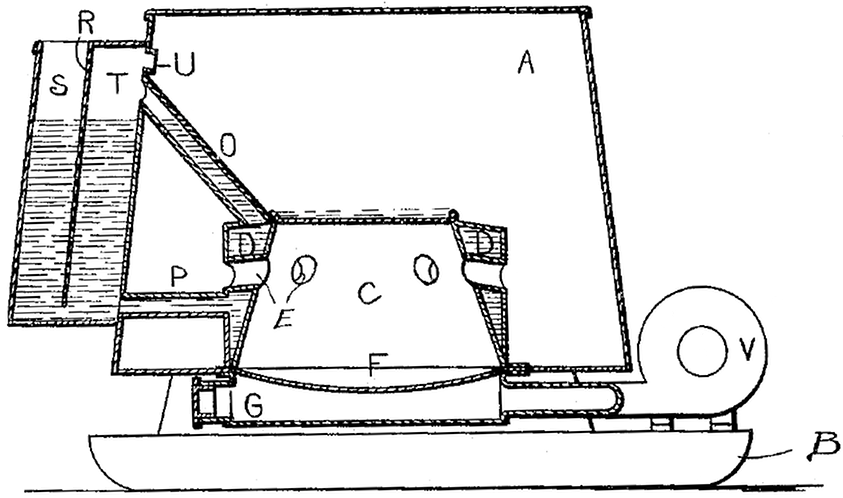
Patentzeichnung von Savonius Schneeschmelzeinrichtung von 1914

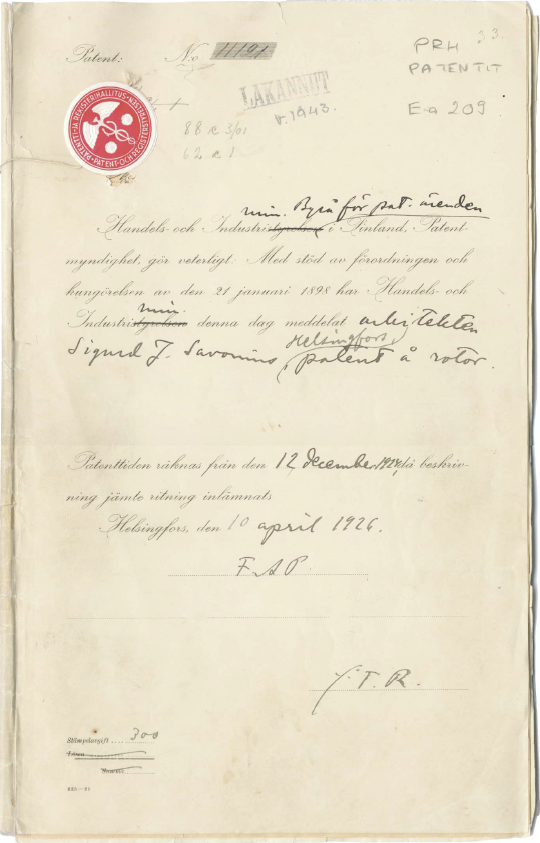
Deckblatt des finnischen Patentes zum Savonius-Rotor

- "Apparatus for melting snow and the like", US Patent 1125732, 19. Januar 1915.[1]
- "Snow Melter Apparatus / Appareil A Fondre La Neige", Kanadisches Patent CA196319A, 20. Januar 1920
- "Apparatus for melting snow and the like", US Patent US1339719A, 11. Mai 1920[2]
- "Anordning för åstadkommande av konstgjort drag på snösmältare utan användning av bläster", Finnisches Patent FI8437A, 1. April 1921
- "Kakelugnsinsats", Finnisches Patent FI8502A, 22. Juni 1921
- "Bränslebrikett eller stycke jämte härför avsedd ugn eller kamin, användbar även för löst bränsle", Finnisches Patent FI8501A, 22. Juni 1921
- "Kokapparat för hällspisar", Finnisches Patent FI8500A, 22. Juni 1921
- "Cheminée ou poele pour combustion centrale", Französisches Patent FR528762A, 18. November 1921
- "Förbränningsanordning", Finnisches Patent FI9093A, 18. Juli 1922
- "Machine à fondre la neige ", Französisches Patent FR592249A, 29. Juli 1925
- "ΣΤΡΟΒΙΛΛΟΣ", Griechisches Patent GR250100998, 14. August 1925
- "Schneeschmelzmaschine", Österreichisches Patent AT102020B, 10. Dezember 1925
- "Rotor", Französisches Patent FR601266A, 26. Februar 1926
- "Rotor", Finnisches Patent FI11121A, 10. April 1926
- "Rotor", Österreichisches Patent AT103819B, 26. Juli 1926[10]
- "Improvements in or relating to wind rotors for producing rotary power and generatingcross drive", Britisches Patent GB244414A, 9. September 1926
- "Improvements in or relating to wind rotors", Britisches Patent GB264219A, 13. Januar 1927
- "Rotor eller roterende Drivanordning", Dänisches Patent DK37015C, 17. Januar 1927
- "Schneeschmelzvorrichtung ", Deutsches Patent DE452742, 21. November 1927
- "Rotor / Rotor", Kanadisches Patent CA278888A, 27. März 1928
- "Windrad", Deutsches Patent DE462462A, 17. Juli 1928
- "Improvements in or relating to wind rotors", Britisches Patent GB299634A, 1. November 1928
- "Rotor adapted to be driven by wind or flowing water", US Patent US1697574A, 1. Januar 1929[6]
- "Reklamanordning ", Finnisches Patent FI12540A, 19. Juli 1929
- "Windrad mit zwei Hohlfluegeln, deren Innenkanten einen zentralen Winddurchlassspalt freigeben und sich uebergreifen", Deutsches Patent DE495518, 14. April 1930[11]
- "Wind rotor", US Patent US1766765A, 24. Juni 1930[7]
- "Anordnung fuer Lichtschilder, Schaukaesten o. dgl.", Deutsches Patent DE512187, 10. November 1930[8]
- "Durch Luftströmung angetriebene Vorrichtung zur Ventilation von geschlossenen Räumen oder zur Verbesserung, bezw. Erhaltung eines Schornsteinzuges.", Schweizer Patent CH147730A, 30. Juni 1931[9]